# Edvald Boasson Hagen
Edvald Boasson Hagen (Rudsbygd, Lillehammer, 17 de maig de 1987) és un ciclista noruec, professional des del 2006 fins al 2024.
Destaquen al seu palmarès tres campionats en ruta de Noruega i deu en contrarellotge, tres etapes al Tour de França, una al Giro d'Itàlia i cinc a la Dauphiné Liberé, dues vegades l'Eneco Tour i la Volta a la Gran Bretanya i tres la Volta a Noruega. També va aconseguir la medalla de plata a la prova de ruta del Mundial de 2012. Aconseguí en total 81 victòries com a professional.

## Biografia
Va debutar com a professional a l'equip Maxbo Bianchi el 2006, temporada en la qual aconseguí 8 victòries, entre les quals destaquen tres etapes del Tour de l'Avenir.
El 2007 va quallar una excel·lent temporada, amb 15 victòries, entre elles el Campionat de Noruega de contrarellotge, la París-Corrèze i el Gran Premi de Ringerike. També guanyà etapes a la Volta a Irlanda i el Tour de Normandia.
El 2008 tornà a guanyar el Campionat de Noruega de contrarellotge, així com diverses etapes i critèriums. Amb tot, els grans èxits començaren a arribar a partir del 2009 quan guanyà la Gand-Wevelgem, una etapa al Giro d'Itàlia i el Tour del Benelux fet que el va dur a ser el tercer millor ciclista segons la Unió Ciclista Internacional.
El 2011, ja a les files del Team Sky, guanyà dues etapes al Tour de França, la Vattenfall Cyclassics i l'Eneco Tour.

## Palmarès
- 2004
  -  Campió de Noruega en ruta sub-19
- 2005
  -  Campió de Noruega en ruta sub-19
  -  Campió de Noruega de contrarellotge sub-19
  - Vencedor d'una etapa de la Volta a la Baixa Saxònia júnior
- 2006
  - 1r a la Scandinavian Open Road Race
  - Vencedor de 3 etapes al Tour de l'Avenir
  - Vencedor d'una etapa al Rhône-Alpes Isère Tour
  - Vencedor d'una etapa al Gran Premi de Ringerike
- 2007
  -  Campió de Noruega de contrarellotge
  - 1r a la París-Corrèze i vencedor de 2 etapes
  - 1r a la Istrian Spring Trophy i vencedor d'una etapa
  - 1r al Gran Premi de Ringerike i vencedor de 4 etapes
  - Vencedor de 2 etapes al Tour de Bretanya
  - Vencedor d'una etapa al Tour de Normandia
  - Vencedor d'una etapa a la Volta a Irlanda
- 2008
  -  Campió de Noruega de contrarellotge
  - 1r al Gran Premi de Denain
  - Vencedor de 3 etapes al Tour of Britain
  - Vencedor d'una etapa al Critèrium Internacional
  - Vencedor d'una etapa al Tour del Benelux
- 2009
  -  Campió de Noruega de contrarellotge
  - 1r a la Gand-Wevelgem
  - 1r al Tour del Benelux i vencedor de 2 etapes
  - 1r al Tour of Britain i vencedor de 4 etapes
  - Vencedor d'una etapa al Giro d'Itàlia
  - Vencedor de 2 etapes de la Volta a Polònia
- 2010
  -  Campió de Noruega de contrarellotge
  - 1r a la Dutch Food Valley Classic
  - Vencedor de 2 etapes del Tour d'Oman
  - Vencedor d'una etapa de la Tirrena-Adriàtica
  - Vencedor d'una etapa del Critèrium del Dauphiné
- 2011
  -  Campió de Noruega de contrarellotge
  - 1r a l'Eneco Tour i vencedor d'una etapa. 1r de la classificació per punts i dels joves
  - 1r a la Vattenfall Cyclassics
  - Vencedor de 2 etapes del Tour de França (6a i 17a etapes)
  - Vencedor d'una etapa de la Volta a Baviera
- 2012
  -  Campió de Noruega en ruta
  - 1r a la Volta a Noruega i vencedor d'una etapa
  - Vencedor d'una etapa de la Tirrena-Adriàtica
  - Vencedor d'una etapa al Critèrium del Dauphiné
  - Vencedor d'una etapa a la Volta a l'Algarve i de la classificació dels punts
  -  Medalla de plata al Campionat del món de ciclisme
- 2013
  -  Campió de Noruega de contrarellotge
  - 1r a la Volta a Noruega, vencedor d'una etapa i classificació per punts
  - Vencedor d'una etapa al Critèrium del Dauphiné
- 2015
  -  Campió de Noruega en ruta
  -  Campió de Noruega de contrarellotge
  - 1r a la Volta a la Gran Bretanya
  - Vencedor d'una etapa al Tour dels Fiords
  - Vencedor d'una etapa a la Volta a Dinamarca
- 2016
  -  Campió de Noruega en ruta
  -  Campió de Noruega de contrarellotge
  - Vencedor d'una etapa al Tour de Qatar
  - Vencedor de 2 etapes al Tour d'Oman
  - Vencedor de 2 etapes a la Volta a Noruega
  - Vencedor d'una etapa al Critèrium del Dauphiné
  - Vencedor d'una etapa a l'Eneco Tour
- 2017
  -  Campió de Noruega de contrarellotge
  - 1r a la Volta a Noruega i vencedor de 2 etapes
  - 1r al Tour dels Fiords i vencedor de 3 etapes
  - Vencedor d'una etapa al Tour de França
  - Vencedor d'una etapa a la Volta a la Gran Bretanya
- 2018
  -  Campió de Noruega de contrarellotge
  - Vencedor d'una etapa a la Volta a Noruega
- 2019
  - Vencedor d'una etapa a la Volta a la Comunitat Valenciana
  - Vencedor d'una etapa a la Volta a Noruega
  - Vencedor d'una etapa al Critèrium del Dauphiné

### Resultats al Giro d'Itàlia
- 2009. 82è de la classificació general. Vencedor d'una etapa
- 2014. No surt (16a etapa)

### Resultats al Tour de França
- 2010. 116è de la classificació general
- 2011. 53è de la classificació general. Vencedor de la 6a i 17a etapes
- 2012. 56è de la classificació general
- 2013. No presentat (13a etapa)
- 2015. 82è de la classificació general
- 2016. 109è de la classificació general
- 2017. 78è de la classificació general. Vencedor d'una etapa
- 2018. 84è de la classificació general
- 2019. 76è de la classificació general
- 2020. 101è de la classificació general
- 2021. Fora de control (15a etapa)
- 2022. 58è de la classificació general
- 2023. 100è de la classificació general

### Resultats a la Volta a Espanya
- 2013. 84è de la classificació general.
- 2019. 96è de la classificació general